# 53 dni zimy
53 dni zimy (hiszp. 53 días de invierno) – hiszpański dramat obyczajowy z 2006 roku w reżyserii Judith Colell. Zdjęcia kręcono w Barcelonie.

## Opis fabuły
W zimową noc na przystanku autobusowym spotykają się trzy osoby: nauczycielka, która odeszła z pracy, ochroniarz mający trudności z utrzymaniem rodziny i studentka uwikłana w trudny związek. Rozpoczynają podróż donikąd, podczas której będą musieli zmierzyć się z trudną rzeczywistością, a ich decyzje diametralnie zmienią życie każdego z nich.
Według reżyserki Judith Colell film opowiada o tym, jak dziwnie czasem może ułożyć się nasze życie. Trójka głównych bohaterów spotyka się pewnej nocy na przystanku autobusowym w jakimś mieście, by za chwilę podążyć w swoją stronę. Nie spotkają się więcej, ale każde z nich przeżyje najzimniejsze dni tej zimy oraz swego rodzaju pustkę emocjonalną /.../.

## Obsada
- Mercedes Sampietro – Mila
- Àlex Brendemühl – Celso
- Aina Clotet – Valeria
- Joaquim de Almeida – Hugo
- Monserrat Salvador – Dolores